# Mount McCue
Mount McCue ist ein 1710 m hoher Berg in der antarktischen Ross Dependency. Er ragt 9 km nordwestlich des Mount Wade in den Prince Olav Mountains auf.
Teilnehmer der United States Antarctic Service Expedition (1939–1941) entdeckten ihn. Der US-amerikanische Geophysiker Albert P. Crary (1911–1987) nahm zwischen 1957 und 1958 eine Vermessung vor. Er benannte den Berg nach dem Funkmechaniker James A. McCue von der United States Navy, der das erste Lager auf dem Beardmore-Gletscher bei dem von Crary geführten Erkundungsmarsch leitete.